# Jean Bojko
Jean Bojko (connu également sous le pseudonyme d'Ivan Charabara), né à Meaux le 25 mai 1949 et mort à Nevers le 20 février 2018, est un artiste, metteur en scène, poète et réalisateur français.

## Biographie
Fils de réfugiés ukrainiens, il prend la nationalité française en 1968. 
Il s'installe en 1977 dans la Nièvre où il commence le théâtre, d'abord comme amateur, puis à titre professionnel.  
Jean Bojko et sa compagnie le TéATr’éPROUVèTe, installés à l'Abbaye du Jouïr en Pays Nivernais-Morvan, sont à l’origine d’une série d’actions qui se définissent comme autant de mises en scène dans l’espace social, où est développé le concept d’un « théâtre sans H», c’est-à-dire d’un théâtre qui redescendrait de sa hauteur pour investir le quotidien et « faire décoller des points d’interrogation » en bousculant les fondamentaux que sont l’espace, le jeu et le temps, mais aussi la notion de public (invité à agir plutôt qu’à consommer).
Il meurt d'un cancer le 20 février 2018 à Nevers,. 

## Œuvres

### Mises en scène dans l’espace social
Après avoir dans un premier temps mis en scène des pièces d'auteurs de théâtre, Jean Bojko invente une nouvelle forme d'expression théâtrale à partir de 1998, qu'il nomme "mise en scène dans l'espace social". 
En 1998, dans le cadre du projet Création pour une ouverture vraie, il décide de salarier 12 chômeurs de longue durée pendant plusieurs mois au cours desquels ils vont être initiés au théâtre, à la musique, à la danse, à la philosophie, en rencontrant des artistes renommés. Le projet vise à réfléchir sur la question de la pauvreté et à redonner des moyens d'expression à des personnes en situation précaire. Les participants au projet enregistrent l'album de musique "Chansons riches des pauvres d’aujourd’hui" (1999). 
Par la suite, Jean Bojko crée l'opération 32+32=2000 et même plus !, un projet visant à mettre en exergue les petites communes rurales et révéler leur potentiel. Il choisit de faire intervenir des artistes au sein des plus petites communes de la Nièvre, qui sont mariés, lors d'une cérémonie en mairie. Dans le cadre de ce projet, est mise en place une stèle en granit à la Chapelle de Savault à Ouroux-en-Morvan portant l’inscription : « Ici à l’aube du 3e millénaire, 32 artistes mûrs sont tombés des arbres pour emblaver les terres amoureuses de 32 petites communes de la Nièvre ».
A compter de 2004, il mène une réflexion sur l'âge et la vieillesse à travers le projet Les 80 ans de ma mère (2004). Les personnes âgées qui participent au projet reçoivent à domicile pendant plusieurs jours un artiste, qui crée une œuvre avec elles. Parallèlement, 8 familles sont invitées à réaliser un film sur un de leur proche âgé, après avoir été formées à la réalisation. Des ateliers théâtre sont également organisés à Corbigny pour les personnes âgées, qui donneront plus tard lieu, en 2010, à la création du Laboratoire de recherche multimédia pour personnes âgées… A l'occasion de ce projet, Sylvie Roche réalise une série de 20 photos de personnes âgées, mises en valeur et exposées. Elles ont fait l'objet de tirages en cartes postales (Tirage de 60 000 exemplaires en 2005 et de 80 000 exemplaires lors de la réédition en 2011).
A partir de 2006, le TéATr’éPROUVèTe s'intéresse au jardin potager et imagine le projet Les Jardins d’Étonnants ou je suis cultivé, je fais du potager (2006) pour faire réfléchir sur les pratiques culturelles de proximité. L'exposition Eh ! Patate ! est alors créée. 
L'année suivante, Jean Bojko imagine Une pièce dans l’Anguison, c’est du bonheur à foison (2007), sur le thème de la richesse et de l’eau, l'Anguison étant le nom de la rivière qui traverse la ville de Corbigny, ainsi que L'Assiette du lundi (2007) sur le thème de la nourriture quotidienne, ayant donné lieu à une exposition. Une plaque « Une pièce dans l’Anguison, c’est du bonheur à foison ! » en bronze est à cette occasion fixée sur le pont des Bénédictins à Corbigny, invitant les passants à lancer une pièce dans la rivière lors de leur passage. 
Jean Bojko crée par la suite en 2008 l'Université des bistrots, une université populaire, ouverte à tous et qui prend place dans les bistrots de la Nièvre sur le thème mensonge et réalité et les rapports plaisir et connaissance. Sont invités dans ce cadre des chercheurs et experts sur différentes questions dont la philosophe Claire Salomon-Bayet et le linguiste Claude Hagège. Dans ce cadre est produite une bière, toujours distribuée par la Brasserie Sancerroise, ainsi que deux séries de multiples (1 000 verres numérotés et 5 000 sous-bocks numérotés). 
En 2009, il monte le projet Il ne reste plus qu’à chanter… (2009) sur le thème de la crise. 
Plus tard, il imagine le Service d'alimentation générale culturelle (de 2011 à 2013). Sur le modèle des épiceries ambulantes qui circulent dans les campagnes, le TéATr’éPROUVèTe parcourt le territoire de la Nièvre en camionnette avec des artistes qui assurent des tournées avec des arrêts dans plusieurs petites communes. Le projet est par la suite repris par le Conseil général de la Nièvre, et a inspiré des initiatives similaires dans d'autres départements. Lors de chacun des actes du projet, 32 plaques numérotées sont fixées dans 32 hameaux et villages du Morvan et de la Nièvre avec Christian Paul et Patrice Joly. 
En 2014, Jean Bojko imagine le projet Cabinet de poésie générale à partir d'une remarque de René Char " La poésie est un métier de pointe". Cette initiative vise à mettre à l'honneur la poésie, présentée comme une manière de soigner les maux du quotidien. Est alors créé un standard téléphonique, accessible 24 heures sur 24, permettant à chacun d'écouter des poèmes lus par des comédiens.
L'année suivante, il imagine le projet Un point c'est tout ! (2015), à partir d'une remarque d'Armand Gatti "Dieu n'a pas créé l'homme, il a créé le point d'interrogation !". Jean Bojko invite alors un jeune collégien à rencontrer 10 penseurs : Jean Viard, Claude Hagège, Monique Pinçon-Charlot et Michel Pinçon, Jean-Paul Escande, Annie Sugier, Julos Beaucarne, Armand Gatti, Philippe Meirieu, Jean-Marie Pelt, Jean-Luc Nancy), le tout donnant lieu à la production du film documentaire Les grandes interrogations d'Émile, DVD 52 minutes/ Editions de l'Abbaye du Jouïr en 2015. 
A compter de 2016, Jean Bojko crée la Petite fabrique d'épitaphes (2016), une initiative visant à réfléchir sur la mort. 
Chacune de ces réalisations s’inscrit dans une démarche « culture et territoire » visant à expérimenter d’autres modalités de production et de circulation de la culture, à valoriser les ressources de la proximité, à provoquer des mises en relation, à bousculer les préjugés, à impliquer les populations.
Elles laissent des traces artistiques visibles qui peuvent prendre différentes formes : films, ouvrages, CD, objets, cartes postales ... 

## Autres réalisations
Jean Bojko a aussi réalisé le moyen métrage Daï Bojé (1995) avec Guy Chanel, le court-métrage Le Ballon bleu (2004) avec Patrick Peignelin. 
Il a également écrit et mis en scène Cul de sac (1996) avec Manu Kroupit, adapté et mis en scène Guybal Velleytar ou la comédie du pouvoir (1993) d’après Stanisław Ignacy Witkiewicz et en hommage à Tadeusz Kantor, Des vieux jours de vache grasse (1998) d’après Antonine Maillet, mis en scène La vie de l’éboueur Auguste G d’Armand Gatti (1996), Les Guêpes d’Aristophane (1995), La cerisaie ou l’art de partager les cerises d’après Anton Tchekhov (1997), Cérémonial pour un combat de Claude Prin (1989), Le brave soldat Sveïk de Jaroslav Hašek (1994), Sainte Jeanne des Abattoirs de Bertolt Brecht (1994), La guerre de Troie n’aura pas lieu de Jean Giraudoux (1991). 
Il a également mis en scène La Multiplication (2001), réflexion sur la montée du fascisme en Europe ainsi que sur les formes de représentation théâtrales efficaces en milieu rural, puis Vol 1851 La République en danger (2001/2015) sur l’honnêteté en politique.
En 2015, il met en scène T'as le salut du Poilu (2015), à partir des Carnets de guerre de Louis Barthas, sur l'idée de paix et de fraternité entre les Humains. 
Au cours des différents projets mené par l'artiste, plusieurs CD ont été édités et notamment Farid chante Hugo (2002), Contes patoisants avec Eric Ferrand (2006) et On a (bien) le temps (2008). 

## Ouvrages personnels et collectifs
- Théâtre public/Manifeste pour un temps présent Controverses 1998, Éditions L'Entretemps (1998)
- Il faut cultiver nos potes âgés, travail inter-générationnel mené avec le lycée Raoul Follereau à Nevers, Éditions de l'Abbaye du Jouïr (2004)
- La Culture en partage Opus 4, éditions Sens&Tonka et Mouvement SKYTe (2005)
- Une pièce dans l’Anguison, roman-fleuve à 30 bras orchestré par Ricardo Montserrat (2006)
- Arts vivants en France : trop de compagnies ?, Éditions L’Espace d’un instant (2007)
- Un temps à deux pattes récit pour les yeux, Éditions de l’Abbaye du Jouïr (2008 et 2016)
- Les 13 canards de Jeûmes sous Vhien, roman collectif orchestré par Ricardo Montserrat, Éditions de l'Abbaye du Jouïr (2008)
- Un grand bout de terre humide et farceur, fablier orchestré par Jean Cagnard, Éditions de l'Abbaye du Jouïr (2008)
- Le théâtre,un laboratoire de résistance Miguel Benasayag, Marcos Malavia, Nicolas Roméas... , Éditions de l'Amandier (2012)
- 80 zans pou qua fai? comme dit ma mère, Revue Francophone de Gériatrie et de Gérontologie (2012)
- Parler c'est tricoter, Claude Hagège ouvrage coédité Éditions de l'Aube / Éditions de l'Abbaye du Jouïr
- Le temps ne fait rien à l'affaire, avec Jérôme Pellissier (d) ouvrage coédité  Éditions de l'Aube/ Éditions de l'Abbaye du Jouïr
- OGM: une question de société, Christian Vélot ouvrage coédité Éditions de l'Aube/ Éditions de l'Abbaye du Jouïr
- Les Grands Entretiens d'Emile, 10 ouvrages coédités par les Éditions de l'Aube et les Editions de l'Abbaye du Jouïr /2015
- Carnets d'ordonnances poétiques / Éditions de l'Abbaye du Jouïr (2016)

## Sur le TéATr’éPROUVèTe

### Ouvrages
- Spectacle vivant et culture d’aujourd’hui, Philippe Henry, éditions Presses Universitaires Grenoble (2009)
- Démarches artistiques partagées/ des processus culturels plus démocratiques, Philippe Henry (2010)
- Cultural participation and creativity in later life, éditions Kopaed, Allemagne (2009)
- Conversations with bunyip, Tamsin Kerr, Griffith University (2006)
- Petites fabriques de théâtre dans le champ social, Fanette Perret, ARSEC/ Université Lumière Lyon 2 (2005)
- Fonctionnement et dysfonctionnement de l’art contemporain, Fred Forest / Éditions l’Harmattan (2000)
- Culture et Développement des territoires ruraux par Vincent Guillon politologue/chercheur au PACTE et Pauline Scherer sociologue IPAMAC (2012)

### Revues
- TeATR'ePROUVeTe: Social Ecology in French Villages Revue Artlink, Australie
- Bojko, agité du bocage et fou du peuple, Revue Cassandre no 52
- Il voyage en solitaire, Sophie Cachon, 17 mai 2000, Télérama

### Films
- Roulez vieillesse, de Juliette Armanet et Yvonne de Beaumarché / ARTE/ Docenstock/2009

### Émissions de radio et productions multimédias
- 12 émissions de radio sur le monde tel qu'il va, avec 15 personnes âgées
- L'étagère de Nevers, avec Guykayser